# Colorado
Colorado é um dos 50 estados dos Estados Unidos, localizado na região dos estados das Montanhas Rochosas. Geograficamente, é marcado pela presença das Montanhas Rochosas, possuindo várias das montanhas mais altas desta cadeia montanhosa. Seu terreno acidentado, cheio de montanhas, bem como a grande quantidade de precipitação de neve recebida durante o inverno, criou um terreno propício para a criação de diversos resorts de esqui, como a internacionalmente conhecida Aspen. Tais resorts atraem milhões de turistas por ano, e fazem do turismo uma das principais fontes de renda do estado.
Além do turismo, outras importantes fontes de renda do estado são a mineração e serviços de transportes e telecomunicações, que tem sido duas importantes fontes de renda desde que a região passou a fazer parte dos Estados Unidos, em 1848. A agropecuária é também um setor econômico importante do Colorado.
O nome do estado provém da palavra espanhola colorado, que significa "corado", ou "de cor vermelha". Os primeiros exploradores de ascendência europeia a explorar a região foram os espanhóis, que nomearam o rio Colorado com este nome. Este rio, que corta muito do atual Colorado, foi assim nomeado por causa do terreno vermelho do vale onde o rio está situado. Posteriormente, o estado receberia o mesmo nome.
O cognome do Colorado é The Centennial State (o estado centenário). Isto porque o Colorado tornou-se o 38º estado norte-americano em 1876, exatamente um século após a Declaração da Independência dos Estados Unidos.

## História

### Até 1876
Os primeiros nativos norte-americanos que viviam no Colorado foram os anasazis, cerca de um milênio antes da chegada dos primeiros exploradores europeus na região. À época da chegada dos primeiros exploradores europeus na região, viviam no atual Colorado os arapahos, os cheyennes, os comanches, os kiowas e os pawnees, na região leste, e os utes, no oeste. Milhares de nativos, de tribos diferentes do leste norte-americano, passariam pela região durante o século XIX, quando foram forçados a sair do leste e migrar em direção ao oeste.
Os primeiros exploradores europeus na região foram espanhóis, durante o século XVI. Tais exploradores chegaram à região vindos do sul, do México, e estavam em busca de metais preciosos, tais como ouro. Os espanhóis, não tendo encontrado ouro no atual Colorado, não se interessaram em povoar a região, tendo reivindicado posse da região somente em 1706, 24 anos depois de o francês René-Robert Cavelier ter reivindicado a posse da região leste do atual Colorado para a coroa francesa e, assim, ter feito parte da colônia francesa de Louisiana. Esta região passaria ao controle dos espanhóis em 1762 e, sob os termos do Tratado de Santo Ildefonso, passaria novamente ao controle dos franceses em 1800, para ser finalmente anexada, como parte da Compra da Luisiana, pelos Estados Unidos.
Em 1806, um oficial do Exército dos Estados Unidos, Zebulon M. Pike, realizou uma expedição (Expedição Pike) na parte norte-americana do Colorado. O Monte Pike seria nomeado em sua homenagem. Outra exploração, também liderada por oficiais do exército norte-americano, seria realizada em 1820. Em 1833, os norte-americanos fundariam seu primeiro forte na região, onde atualmente está localizada La Junta. Em 1848, os norte-americanos obteriam posse do restante do atual Colorado, então sob domínio do México, após o fim da guerra mexicano-americana.

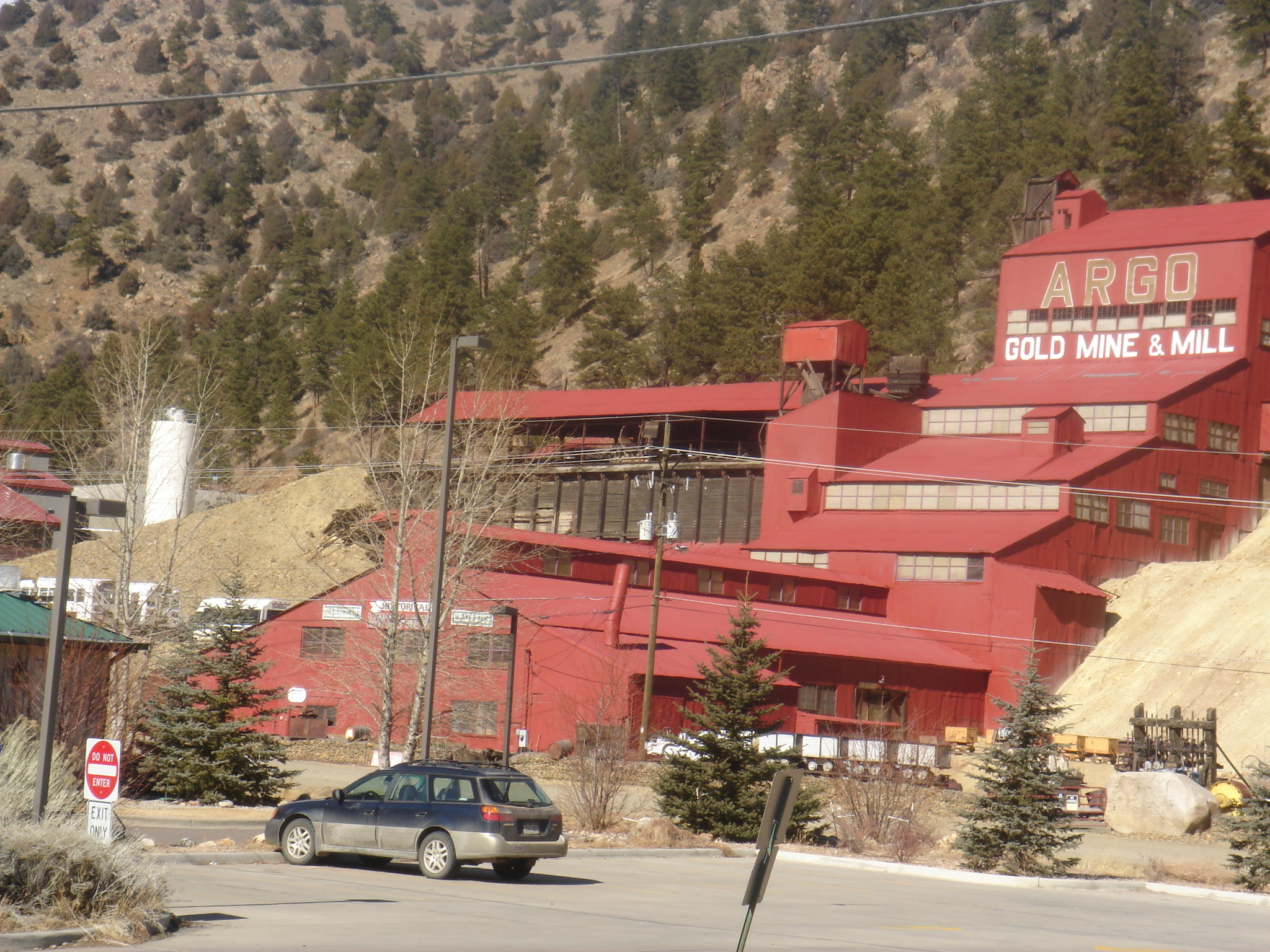
Mina de ouro em Idaho Springs.

A região do atual Colorado era escassamente povoada até a década de 1850. Em 1858, porém, minas de ouro foram encontradas na região. Em apenas um ano cerca de 50 000 pessoas, entre imigrantes e habitantes do leste norte-americano, haviam migrado para a região. O súbito crescimento populacional da região causou problemas entre os mineiros e os nativos que viviam na região, que reivindicavam a posse da região. Os mineiros instituíram um território, que foi chamado de Território de Jefferson. O governo norte-americano não reconheceu o território, e, no lugar, criou o Território de Colorado, em 1861.
Diversos conflitos entre brancos e nativos ocorreram no Colorado, nas décadas de 1860 e 1870. Em 1864, por exemplo, uma milícia branca mataria, no que ficou conhecido como o Massacre de Sand Creek, 150 cheyennes e arapahos, a maioria mulheres, crianças e idosos. Em 1868, 50 soldados do exército foram emboscados por nativos. Estes soldados lutaram por diversos dias, até serem salvos por tropas norte-americanas. A última batalha entre brancos e nativos no Colorado ocorreria em 1879, no Massacre de Meeker.
Grandes minas de prata seriam encontradas no Colorado depois do término da corrida do ouro, o que manteve em alta o crescimento populacional do estado. Grandes reservas de petróleo também foram encontradas no Colorado, embora estas não tenham sido exploradas em grande escala até o início da década de 1900. Em 1870, a primeira ferrovia conectando o Colorado com outras regiões do país foi inaugurada, conectando Denver com Cheyenne, em Wyoming. Em 1 de agosto de 1876, o Colorado tornou-se o 38º estado norte-americano.

### 1876 — Tempos atuais
Foram construídas em Denver, durante a década de 1880, diversos empreendimentos imobiliários, que foram financiados por magnatas da indústria de mineração do estado — em especial, Horace A. W. Tabor, que foi apelidado de Silver King (rei da prata) pela mídia. Estes empreendimentos, além de outros investimentos realizados por tais magnatas na cidade, ajudaram Denver a tornar-se um dos principais polos financeiros e comerciais do interior do oeste dos Estados Unidos. o estado prosperou com a mineração da prata, que era comprada primariamente pelo governo federal, para a fabricação de moedas.
Em 1893, a economia dos Estados Unidos entrou em recessão. O governo decidiu parar de comprar prata, preferindo usar em seu lugar metais mais baratos — ou comprar prata de baixa qualidade, de outros estados no leste, mais próximos ao centro populacional e econômico do país. Os preços de prata baixaram drasticamente. Assim sendo, a recessão afetou gravemente o Colorado, que dependia muito da indústria de mineração de prata. Mineradoras, por causa da queda dos preços, passaram a enfrentar prejuízos, e muitas fecharam as portas, causando desemprego e depressão econômica geral no estado.
Apesar disto, a população do Colorado, situado entre a costa leste e oeste dos Estados Unidos, continuou a crescer, graças ao setor de transportes. Os efeitos da depressão econômica no setor de mineração foram drasticamente reduzidos com a descoberta de minas de ouro. Além disso, ainda na década de 1890, a economia do Colorado já estava iniciando a diversificar-se. A agricultura tornou-se uma fonte de renda de crescente importância do estado — em sua maior parte seca, de clima semiárido — graças a avanços tecnológicos como a irrigação. Em 1902, iniciou-se a construção de uma ferrovia ao longo das Montanhas Rochosas (popularmente chamada de Grande Divisória). A inauguração desta ferrovia tornou Denver um dos centros de transportes mais importantes do país, e um grande polo ferroviário.
As ferrovias, mais a crescente popularidade dos automóveis, durante a década de 1900, desenvolveram três setores da economia do Colorado: a venda de petróleo para estados distantes, e especialmente a agricultura e o turismo. Durante a década de 1910, a agricultura já havia ultrapassado a mineração como a principal fonte de renda do estado. A crescente demanda por petróleo e a abundância deste recurso na região tornaram a extração e o refino de petróleo a maior fonte de renda do estado já na década de 1920.
A economia do Colorado sofreu muito com a Grande Depressão da década de 1930. A demanda por petróleo no país caiu drasticamente, e os preços muito baixos dos produtos agropecuários no mercado, longos períodos de seca e pragas tais como grandes enxames de gafanhotos. o estado, juntamente com o governo federal, passou a oferecer programas de assistência socioeconômica para os necessitados e programas de construções públicas para gerar empregos. Em 1935, o governo do Colorado adotou um imposto de venda de 2%.
A economia do Colorado voltou a prosperar com a segunda guerra mundial, com a grande demanda nacional por petróleo e metais que existiam em abundância no estado. Além disso, o governo norte-americano construiu diversas bases aéreas no estado. Tais instalações militares passaram a ser uma fonte de receita do governo do Colorado, que recebia cerca de 142 milhões de dólares anuais para permitir a instalação de tais bases na região. Mais instalações militares foram fundadas no Colorado durante a década de 1950.
A guerra incentivou o desenvolvimento da indústria de manufatura no estado. Denver tornou-se um grande centro industrial, durante e após os anos que se seguiriam à guerra. Após o final da guerra, em 1945, o Colorado continuou a prosperar economicamente — apesar da queda da demanda por metais e petróleo após a guerra, os setores de agropecuária, turismo, finanças, transportes e especialmente a indústria de manufatura continuaram a desenvolver-se, o que passou a atrair grandes quantidades de pessoas à região. Em 1954, a manufatura já havia ultrapassado a mineração e a agropecuária como a principal fonte de renda do Colorado. Desde a década de 1950, as taxas de crescimento populacional do estado têm sido uma das mais altas do país.
O Colorado presenciou a construção de diversas usinas hidrelétricas para a geração de eletricidade, irrigação de plantações e contenção de enchentes durante as décadas de 1940 e 1950. Um dos maiores projetos do gênero no país foi inaugurada em 1959 — o Colorado-Big Thompson Project, que era um complexo de represas, túneis e canais, estações de bombeamento e seis usinas hidrelétricas, que passou a irrigar cerca de 290 000 acres de terra. Projetos posteriores incluem o Colorado River Storage Project (um sistema de represas e hidrelétricas, reservatórios e usinas de tratamento de água), iniciado em 1956 e inaugurado em 1976, e o Frying Pan-Arkansas Project (para o transporte de água da região oeste para a região leste do estado), iniciado em 1972 e finalizado em 1985.
Durante a década de 1970, devido à crise de 1973, que havia gerado uma drástica queda na produção de eletricidade no país, diversas empresas norte-americanas de geração de eletricidade decidiram instalar-se no Colorado, para aproveitar a abundância de eletricidade. Durante a década de 1980, com a melhoria das condições do setor de energia dos Estados Unidos, muitas destas empresas abandonaram o Colorado, gerando uma recessão econômica, que só se recuperaria ao final da década.
Em 20 de abril de 1999, o massacre de Columbine ocorreu no Condado de Jefferson, próximo a Denver, na Columbine High School, uma escola de ensino secundário. Dois estudantes da escola, Eric Harris e Dylan Klebold, mataram 12 estudantes e um professor, e feriram outras 24 pessoas, antes de cometer suicídio, no pior tiroteio em uma instituição de educação na história dos Estados Unidos, e o segundo pior atentado em uma instituição de educação no país, após o atentado em Bath School.
Em 2004, Ken Salazar tornou-se um dos políticos eleitos no estado para atuar no Senado dos Estados Unidos. Ken Salazar foi o primeiro hispânico eleito para atuar no Senado norte-americano, juntamente com Mel Martinez, eleito na Flórida.

## Geografia

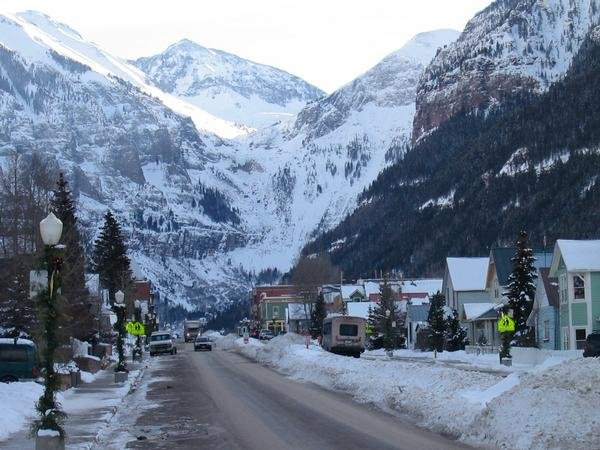
Montanhas Rochosas.

O Colorado limita-se ao norte com Wyoming, a leste com o Kansas, ao sul com Oklahoma e Novo México, no extremo sudoeste com o Arizona, e a oeste com Utah. Com quase 270 000 km2, é o oitavo maior estado americano em área do país.

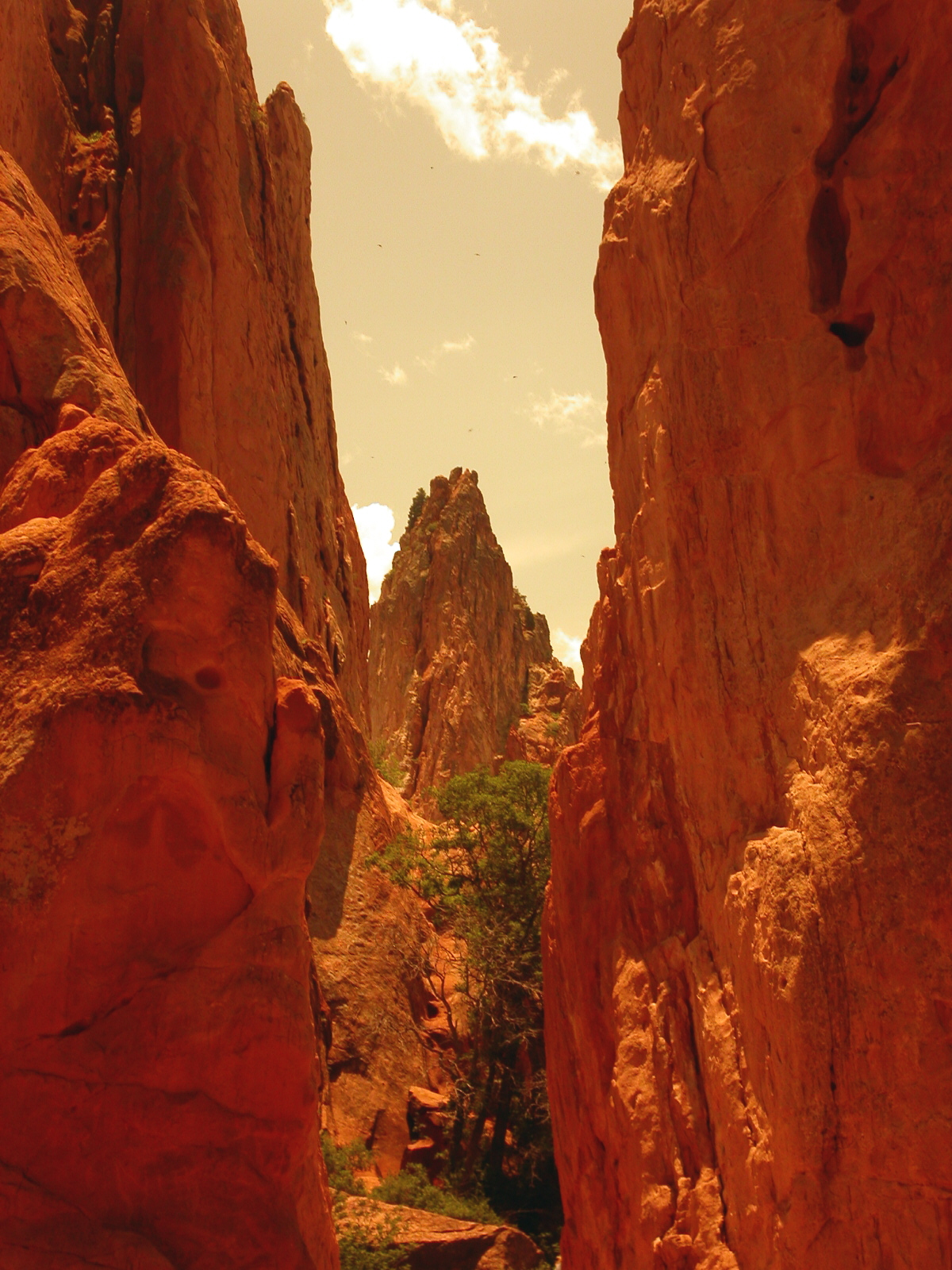
Planalto do Colorado.

Diversos importantes rios dos Estados Unidos possuem sua nascente no Colorado, primariamente nas Montanhas Rochosas. Estes rios podem ser afluentes do rio Mississippi, deslocando-se em direção a leste, ou podem desaguar no oceano Pacífico, deslocando-se em direção a oeste. Importantes afluentes do rio Mississippi incluem o Arkansas, South Platte e o Republican. O rio Colorado é o rio mais importante daqueles que deslocam-se em direção a oeste. A maior parte de outros rios que nascem no estado e deslocam-se para o oeste são afluentes do Colorado. Uma importante exceção é o rio Grande, que desloca-se em direção ao sudoeste, até o extremo sul do Novo México. Cerca de um terço do Colorado é coberto por florestas.
O Colorado pode ser dividido em quatro distintas regiões geográficas:
- O Planalto do Colorado localiza-se no oeste do Colorado, cobrindo cerca de um quinto do estado. A região caracteriza-se pelo seu terreno altamente acidentado, com diversos morros de alta elevação, chapadas e vales muito profundos — que podem chegar a ter centenas de metros de profundidade. Uma ponte de suspensão do Colorado, por exemplo, cruza o vale do Royal Gorge, que possui 321 m de profundidade. Esta ponte é oficialmente a mais alta do gênero do mundo. Muito desta região é coberta por dunas, ou mesmo somente por rochas.
- As Montanhas Rochosas ocupam toda a região central do Colorado, ocupando cerca de dois quintos do estado. A região das Montanhas Rochosas dentro do Colorado possui 54 picos com mais de 14 000 pés (4 270 m) de altitude. As Montanhas Rochosas são cobertas de neve apenas durante o inverno. Durante o verão, a maior parte da neve e das geleiras das Montanhas Rochosas derretem, com exceção de algumas poucas grandes geleiras. O derretimento destas geleiras cria dezenas de lagos temporários. A região também possui diversos pequenos lagos permanentes (que não congelam totalmente durante o inverno). O maior deles, o Grand Lake, localizado próximo à cidade de Grand Lake, possui 240 acres de área. O mais alto do estado — e um dos mais altos do país — é o Summit Lake, localizado a 3 883 m de altitude. Outra característica da região é sua abundância de florestas.
- As Grandes Planícies localizam-se no leste do Colorado, ocupando cerca de um quinto do estado. A região caracteriza-se por seu terreno pouco acidentado e pelo seu solo fértil. Seu clima semiárido foi um empecilho para o desenvolvimento da agricultura na região, mas grandes programas de irrigação tornaram esta região uma grande produtora de produtos agrícolas. A maior parte das fazendas de cultivo do estado localizam-se nesta região.
- A Bacia Intermontanhar é um pequeno pedaço de terra localizado a oeste do centro-norte do Colorado, entre o Planalto do Colorado e as Montanhas Rochosas. Caracteriza-se por seu terreno pouco acidentado, coberto primariamente por florestas.

### Clima

Mapa climático do Colorado segundo a classificação climática de Köppen.

O clima do Colorado é variado, devido ao seu terreno muito acidentado, com grandes variações quanto à altitude. No geral, durante o ano inteiro, as maiores temperaturas são registrados no extremo sudoeste e nas Grandes Planícies (primariamente no extremo sudeste), por causa da menor altitude destas regiões. Enquanto isto, as Montanhas Rochosas registram as menores temperaturas médias do Colorado.
Durante o inverno, as planícies do Colorado registram uma temperatura média de -2 °C, enquanto que nas Montanhas Rochosas, em geral, a média é de -8°C. A média das mínimas é de -9 °C nas planícies, e de -12 °C nas Montanhas Rochosas, enquanto a média das máximas é de 7 °C nas planícies e de 2 °C nas Montanhas Rochosas. A menor temperatura já registrada no Colorado foi de -52 °C, registrada em Maybell, em 1 de fevereiro de 1985.
Durante o verão, as planícies do Colorado registram uma temperatura média de 23 °C, enquanto que as Montanhas Rochosas em geral registram uma média de 13 °C. A média das mínimas é de 14 °C nas planícies e de 8 °C nas Montanhas Rochosas, e a média das máximas é de 33 °C nas planícies e de 25 °C nas Montanhas Rochosas. A maior temperatura já registrada no Colorado foi de 48 °C, registrada em Bennett, em 11 de julho de 1888.
O Colorado possui, em geral, um clima muito seco, semiárido. As taxas de precipitação média anual de chuva é de 380 mm, variando entre 200 e 400 mm nas planícies, e mais de 500 mm nas Montanhas Rochosas. As taxas de precipitação média anual de neve do Colorado são, em geral, muito altas (mas muito instáveis) nas Montanhas Rochosas, enquanto são muito baixas (menos de 10 cm anuais) no restante do estado.

## Política

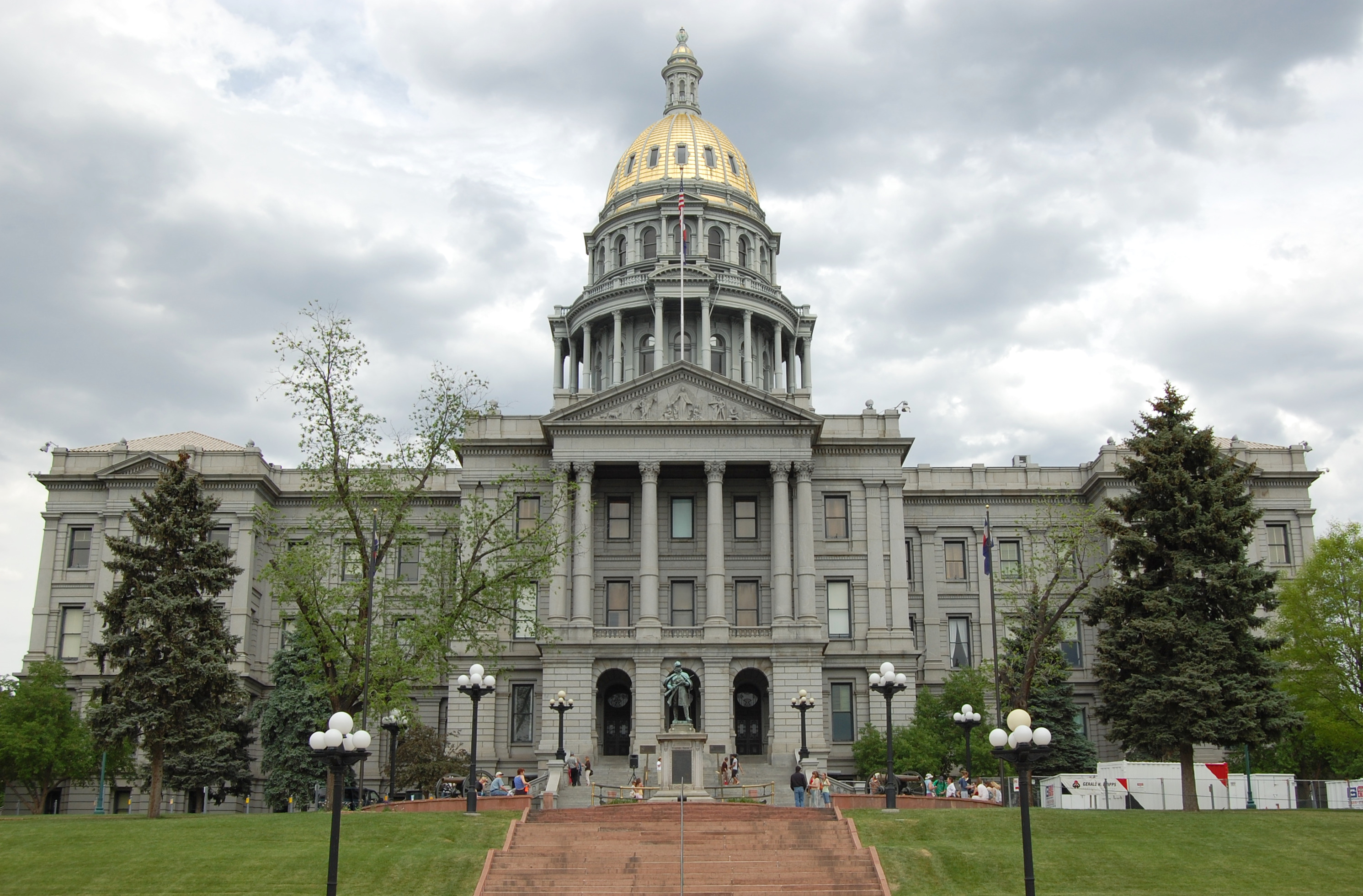
Capitólio Estadual do Colorado em Denver.

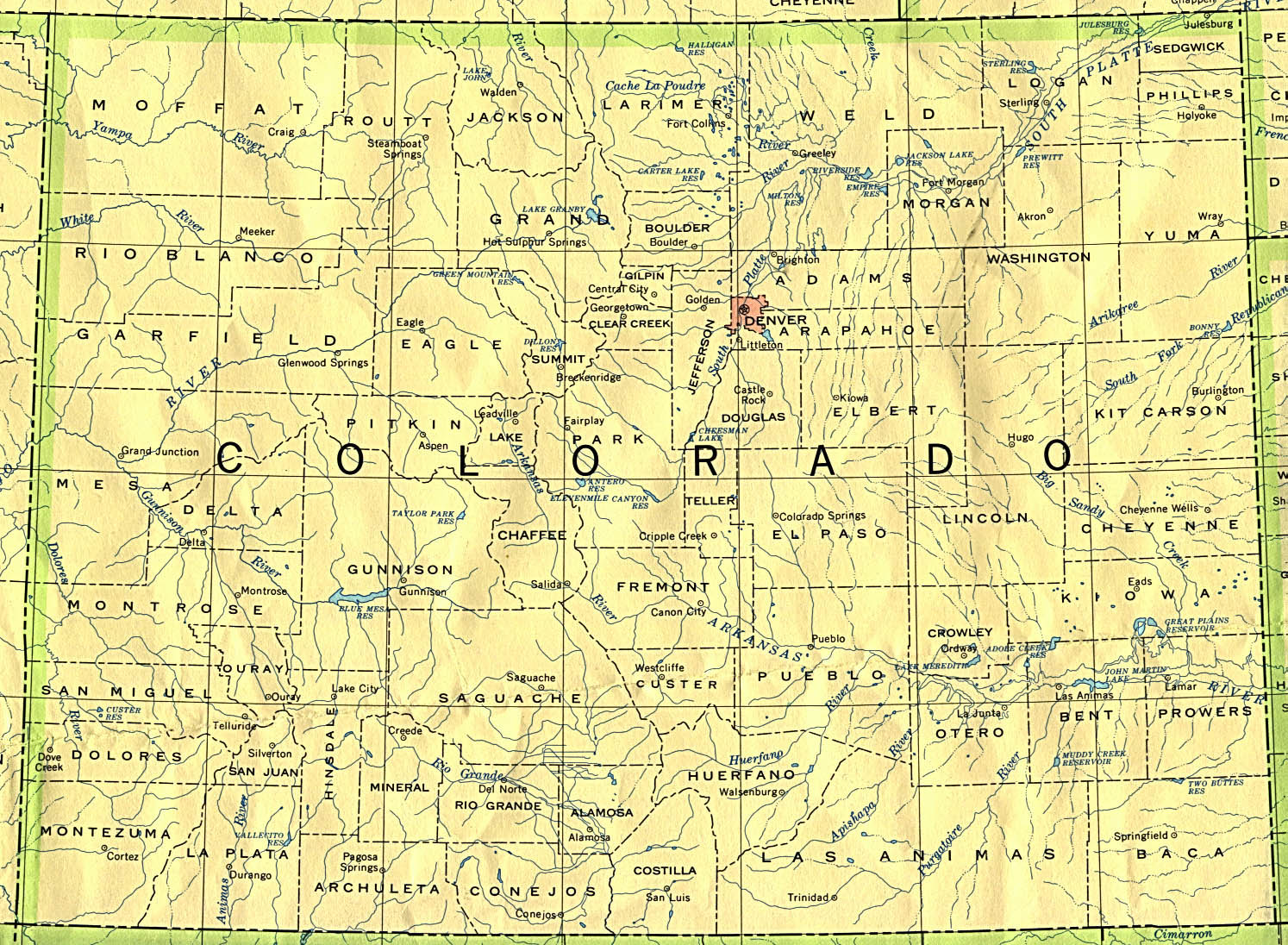
Mapa do Colorado e de seus 64 condados.

A atual Constituição do Colorado foi adotada em 1876. Emendas à constituição são propostas pelo poder legislativo do estado, e para serem aprovadas precisam de pelo menos 67% do votos do Senado e da Câmara dos Representantes, e então, de 51% ou mais dos votos da população eleitoral do Colorado, em um referendo. A população também pode propor emendas à constituição através de uma petição. Emendas também podem ser realizadas através de convenções constitucionais, que precisam receber ao menos a aprovação de 67% dos votos de ambas as câmaras do poder legislativo e 51% dos eleitores, em um referendo. A atual Constituição do Colorado recebeu, desde sua adoção, mais de 100 emendas diferentes.
O principal oficial do poder executivo do Colorado é o governador. Este é eleito em conjunto com o tenente-governador pelos eleitores do estado, para mandatos de até quatro anos de duração. Ambos não podem exercer seus ofícios por mais do que oito anos consecutivos. A maioria dos oficiais dos diferentes departamentos do executivo do Colorado são indicados pelo governador, com consentimento do legislativo, com exceção do tesoureiro, do secretário de estado e do attorney general, que são eleitos pela população para mandatos de até quatro anos de duração.
O poder legislativo do Colorado — chamada oficialmente de Assembleia Geral — é constituído pelo Senado e pela Câmara dos Representantes. O Senado possui um total de 35 membros, enquanto que a Câmara dos Representantes possui um total de 65 membros. O Colorado está dividido em 35 distritos senatoriais e 65 distritos representativos. Os eleitores de cada distrito elegem um senador/representante, que irão representar tal distrito no Senado/Câmara dos Representantes. O termo dos senadores é de quatro anos, e dos membros da Câmara dos Representantes, de dois anos. Uma dada pessoa não pode exercer mais do que duas vezes o cargo de senador em 16 anos, e não mais do que quatro vezes o cargo de membro da Câmara dos Representantes, em 16 anos. Tais oficiais não podem exercerem seus ofícios em uma dada posição (senador/representante) por mais do que oito anos consecutivos.
A corte mais alta do poder judiciário do Colorado é a Suprema Corte do Colorado, composta por seis juízes e um chefe de justiça. Uma dada pessoa é indicada para a posição de juiz por um conselho de cidadãos, para uma entrevista com o governador, que possui a responsabilidade de escolher os juízes da Suprema Corte. Após escolhidos, os juízes ficam no cargo por dois anos. Após este período, a população eleitoral do Colorado escolhe, em uma votação estadual, entre permitir com que tal juiz continue a exercer seu cargo ou remover tal pessoa do cargo. Caso seja aprovado na eleição, o mandato do juiz é estendido por 10 anos, podendo novamente ser estendido, em uma nova votação. A segunda maior corte do Colorado é a Court of Appeals, composta por seis juízes. O Colorado está dividido em 22 distritos judiciários, cada um composto por um dado número de juízes. Tais juízes são todos indicados diretamente pelo governador. Os mandatos dos juízes da Court of Appeals é de oito anos, e os dos juízes das cortes distritais, de seis anos. Condados e cidades também possuem cortes menores.
O Colorado está dividido em 64 condados. Dois destes condados, Denver e Broomfield, são coexistentes com as cidades homónimas. Os outros 62 condados remanescentes são governados por conselhos de comissionadores, compostos por três ou cinco membros diferentes, que são eleitos pela população dos respectivos condados para mandatos de até quatro anos de duração, não podendo exercer seus cargos por mais do que oito anos consecutivos.
O Colorado possui cerca de 260 cidades (cities e towns). Toda área urbana com mais de dois mil habitante é considerada uma cidade primária (city), enquanto comunidades urbanas com menos de dois 000 habitantes são considerados cidades secundárias (towns).
Cerca de 55% das verbas da receita do orçamento do governo do Colorado é gerada por impostos estaduais, sendo o restante proveniente de verbas fornecidas pelo governo federal e de empréstimos. Em 2002, o governo do estado gastou 16.823 bilhões de dólares, tendo gerado 11.809 bilhões de dólares. A dívida governamental do Colorado é de 5.419 bilhões de dólares. A dívida per capita é de 1 204 dólares, o valor dos impostos estaduais per capita é de 1 538 dólares, e o valor dos gastos governamentais per capita é de 3 738 dólares.
Politicamente, o Colorado é um estado relativamente independente, não particularmente dominado por nenhum dos dois grandes partidos políticos dos Estados Unidos: os republicanos e os democratas. Um número semelhante de republicanos e democratas do Colorado tem atuado no Congresso dos Estados Unidos.

## Demografia
O censo nacional de 2000 estima a população do Colorado em 4 301 261 habitantes, um crescimento de 30% em relação à população em 1990, de 3 307 912 habitantes. Uma estimativa realizada em 2005 estima a população o estado em 4 665 177 habitantes, um crescimento de 41% em relação à população em 1990; de 8,4%, em relação à população em 2000; e de 1,4% em relação à população estimada em 2004.
O crescimento populacional natural do Colorado entre 2000 e 2005 foi de 205 321 habitantes — 353 091 nascimentos menos 147 770 óbitos — o crescimento populacional causado pela imigração foi de 112 217 habitantes, enquanto que a migração interestadual resultou no ganho de 47 740 habitantes. Entre 2000 e 2005, a população do Colorado cresceu em 363 916 habitantes, e entre 2004 e 2005, em 63 356 habitantes.
Estima-se que cerca de 441 000 pessoas (9,7% da população) tenha nascido fora dos Estados Unidos. Destes, estima-se que 144 000 (3,1% da população) sejam ilegais.
As taxas de crescimento populacional do Colorado são das mais altas do país, alimentadas primariamente por causa da imigração hispânica. Apenas Nevada e Arizona possuem maiores taxas de crescimento populacional anual. Segundo estimativas realizadas em 2004, a população crescerá para 7,15 milhões em 2030. Os maiores crescimentos são esperados na região metropolitana de Denver.

### Raças e etnias
Composição racial da população do Colorado:
- 74,5% – brancos
- 17,1% – hispânicos
- 3,4% – afro-americanos
- 2,2% – asiáticos
- 1% – nativos norte-americanos
- 1,4% – duas ou mais raças

Os três maiores grupos étnicos do Colorado são alemães (que formam 22% da população), irlandeses (12,2%) e ingleses (12%). Pessoas de ascendência alemã formam o maior grupo étnico, estando presentes em todo o estado, especialmente nas Cadeias Frontais e nas Grandes Planícies. Pessoas de ascendência britânica formam o maior grupo étnico na região oeste das Montanhas Rochosas.
O Colorado possui uma das maiores comunidades hispânicas dos Estados Unidos. A percentagem de hispânicos em relação à população é uma das maiores do país. A região metropolitana de Denver possui uma grande população mexicana, enquanto a região sul do Colorado possui uma grande população de hispanos, os descendentes dos primeiros colonos espanhóis da região quando o Colorado era colônia espanhola.

### Religião
Percentagem da população do Colorado por afiliação religiosa:
- Cristianismo – 75%
  - Protestantes – 48%
    - Igreja Batista – 9%
    - Igreja Metodista – 5%
    - Igreja Luterana – 5%
    - Igreja Presbiteriana – 3%
    - Outras afiliações protestantes – 26%

  - Igreja Católica Romana – 24%
  - Mórmons – 2%
  - Outras afiliações cristãs – 1%
- Outras religiões – 1%
- Não religiosos – 22%

Em relação ao país como um todo, o Colorado — bem como outros estados do oeste norte-americano — possui uma alta percentagem de pessoas não religiosas. Além disso, o estado possui uma das maiores comunidades budistas da América do Norte, concentrado primariamente em Boulder e Crestone. As maiores afiliações religiosas do estado são cristãs — primariamente protestantes, especialmente em Colorado Springs. As diversas afiliações cristãs do Colorado dão maior importância e foco à família.

### Principais cidades

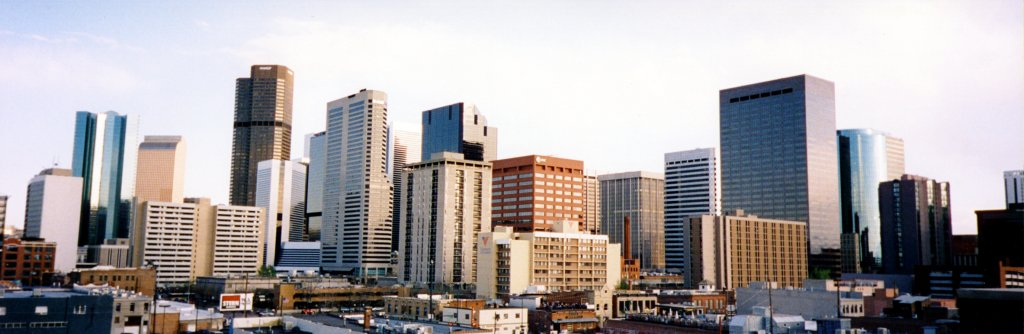
Denver.

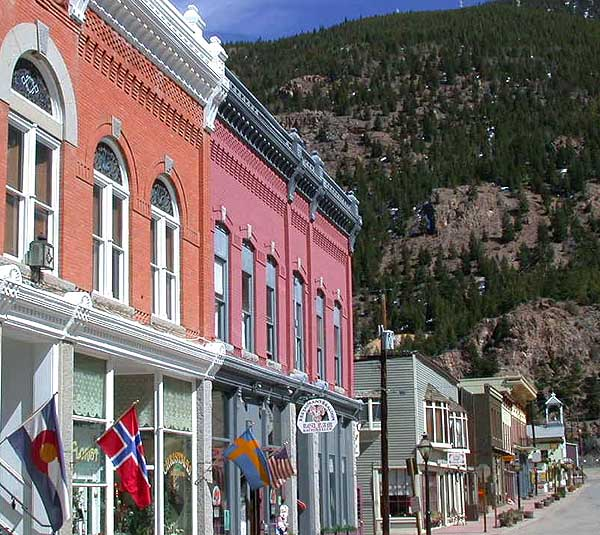
Georgetown.

Cada agrupamento de cidades representa uma região metropolitana, liderada por sua cidade núcleo.
| - Denver (a capital, + de 100 000 hab.) - Aurora (+ de 100 000 hab.) - Lakewood (+ de 100 000 hab.) - Arvada (+ de 100 000 hab.) - Westminster (+ de 100 000 hab.) - Centennial (+ de 100 000 hab.) - Thornton (+ de 100 000 hab.) - Littleton - Broomfield - Wheat Ridge - Englewood - Northglenn - Parker - Commerce City - Brighton - Castle Rock - Golden - Federal Heights - Greenwood Village | - Colorado Springs (+ de 100 000 hab.) - Fountain - Fort Collins (+ de 100 000 hab.) - Loveland - Pueblo (+ de 100 000 hab.) - Boulder - Lafayette - Longmont - Louisville - Superior - Greeley - Windsor | - Grand Junction - Canon City - Montrose - Durango - Fort Morgan - Silverthorne - Sterling - Aspen - South Park |

## Economia
O produto interno bruto do Colorado, em 2003, foi de 154 bilhões de dólares. A renda per capita, por sua vez, foi de 34 561 dólares, a oitava maior do país. A taxa de desemprego do estado é de 5,5%.

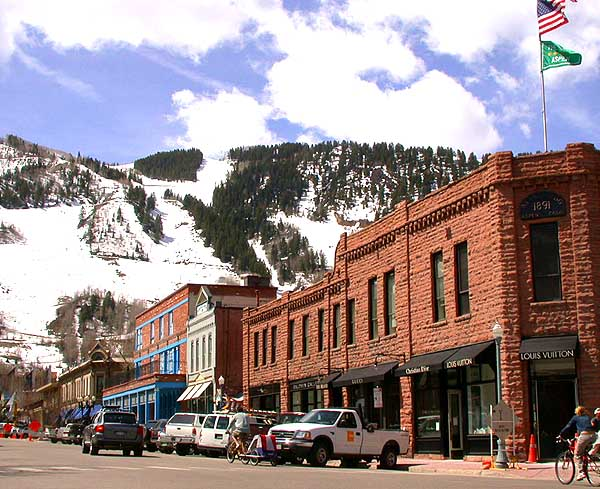
Aspen, um importante resort turístico.

O setor primário responde por 1% do PIB do Colorado. A agricultura e a pecuária respondem juntas por 1% do PIB, empregando cerca de 78 000 pessoas. O Colorado possui cerca de 29 000 fazendas — popularmente chamadas de ranchos — , que cobrem cerca de 60% do estado. Os principais produtos da indústria agropecuária do Colorado são carne e leite bovino, palha, trigo, milho e maçãs. A maior parte das fazendas de cultivo localizam-se nas Grandes Planícies, enquanto fazendas localizadas em outras regiões servem primariamente para a criação de gado. O Colorado possui um dos maiores rebanhos de gado bovino do país. Os efeitos da pesca e da silvicultura são negligíveis na economia do Colorado.
O setor secundário responde por 19% do PIB do Colorado. O valor total dos produtos fabricados no estado é de 19 bilhões de dólares. Os principais produtos industrializados fabricados são equipamentos de transporte, produtos químicos, alimentos industrializados e maquinário. A indústria de manufatura responde por 11% do PIB, empregando aproximadamente 221 000 pessoas. A indústria de construção responde por 6% do PIB, e emprega aproximadamente 188 500 pessoas. A mineração responde por 2% do PIB, empregando cerca de 24 000 pessoas. Os principais recursos naturais extraídos são petróleo, carvão e gás natural.
O setor terciário responde por 80% do PIB do Colorado. Serviços comunitários e pessoais são responsáveis por 23% do PIB do estado, e empregam cerca de 876 000 pessoas. Serviços financeiros e imobiliários respondem por cerca de 17% do PIB, empregando aproximadamente 252 000 pessoas. O comércio por atacado e varejo responde por 16% do PIB, e emprega aproximadamente 587 000 pessoas. Serviços governamentais respondem por 12% do PIB do Colorado, empregando aproximadamente 367 000 pessoas. Transportes, telecomunicações e utilidades públicas empregam cerca de 145 000 pessoas, respondendo por 12% do PIB. Cerca de 90% da eletricidade gerada é produzida em usinas termoelétricas a carvão. A maioria dos 10% restantes é gerada em usinas hidrelétricas, enquanto uma pequena quantidade é gerada em usinas termelétricas a gás natural ou carvão.

## Educação

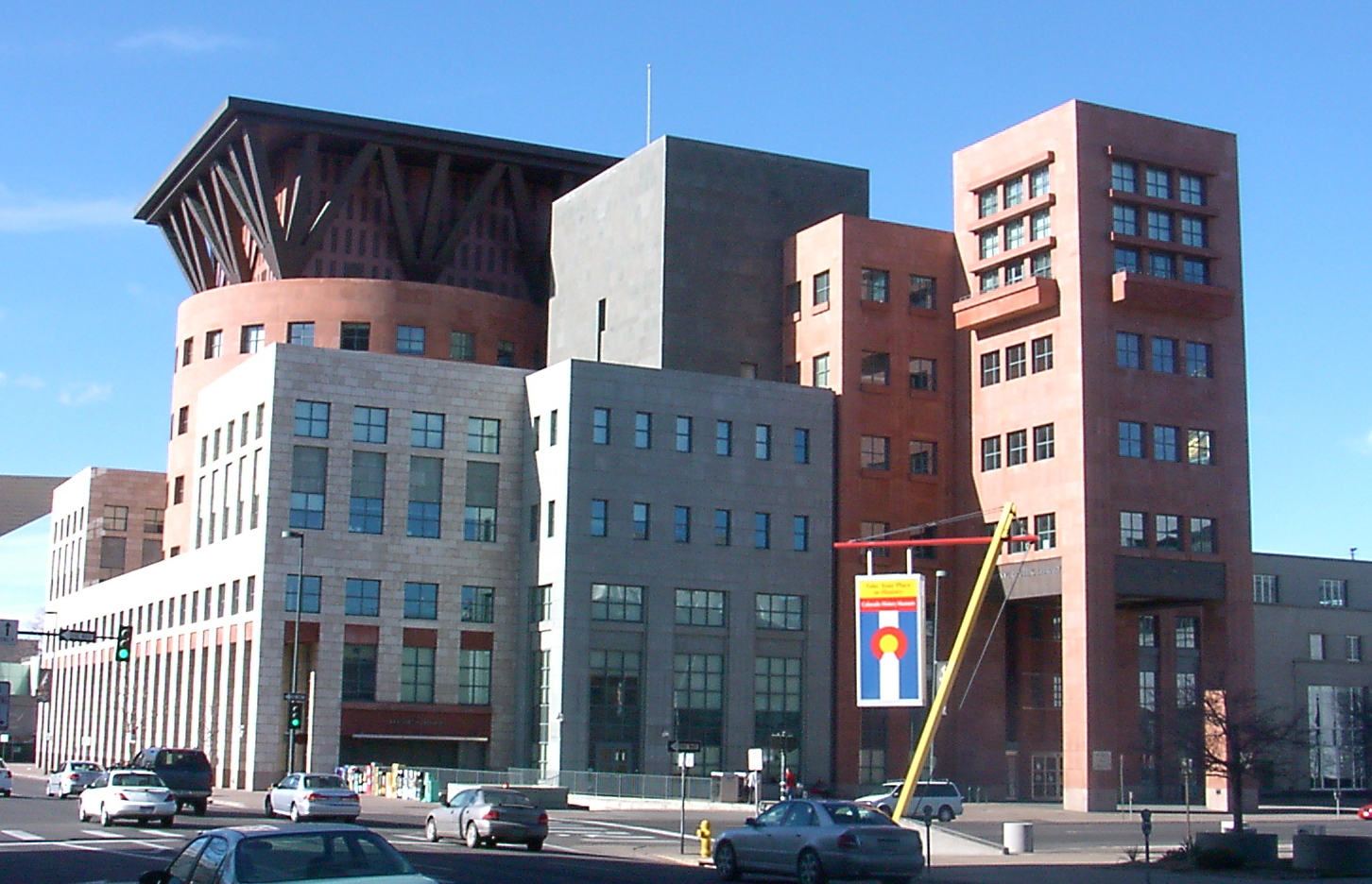
Vista de uma biblioteca pública de Denver.

A primeira escola do Colorado foi inaugurada em 1859. Os alunos desta escola eram filhos de mineradores na região de Cherry Creek, onde atualmente está situada Denver.
Atualmente, todas as instituições educacionais no Colorado precisam seguir regras e padrões ditadas pelo Conselho Estadual de Educação do Colorado. Este conselho controla diretamente o sistema de escolas públicas, que está dividido em diferentes distritos escolares. O conselho é composto por sete membros eleitos pela população do estado para mandatos de até seis anos de duração. Estes sete membros indicam um oitavo membro, que atuará como superintendente de educação. Cada cidade primária (city), diversas cidades secundárias (towns) e cada condado, é servido por um distrito escolar. Nas cidades, a responsabilidade de administração do sistema escolar público são dos distritos municipais, enquanto que em regiões menos densamente habitadas esta responsabilidade é dos distritos escolares operando em todo o condado em geral. O Colorado permite a operação de escolas charter — escolas públicas independentes que não são administradas por distritos escolares, mas que dependem de verbas públicas para operar. Atendimento escolar é compulsório para todas as crianças e adolescentes com mais de sete anos de idade até a conclusão do segundo grau ou até os quinze anos de idade.
Em 1999, as escolas públicas do estado atenderam cerca de 708 100 estudantes, empregando aproximadamente 40 800 professores. Escolas privadas atenderam cerca de 52 00 estudantes, empregando aproximadamente 4 400 professores. O sistema de escolas públicas do estado consumiu cerca de 4,141 bilhões de dólares, e o gasto das escolas públicas foi de aproximadamente 6 400 dólares por estudante. Cerca de 88,7% dos habitantes do estado com mais de 25 anos de idade possui um diploma de segundo grau.
A primeira biblioteca pública do Colorado foi fundada em Denver, em 1860. Atualmente, o Colorado possui cerca de 230 bibliotecas públicas, administradas por 116 sistemas de bibliotecas públicas diferentes. 30 das bibliotecas públicas do estado são administradas por condados. As bibliotecas públicas do Colorado movimentam anualmente uma média de 10,4 livros por habitante.
A primeira instituição de educação superior do Colorado foi fundada em 1864. Esta instituição era chamada Colorado Seminary, que é a atual Universidade de Denver. Atualmente, o Colorado possui 76 instituições de educação superior, dos quais 28 são públicas e 48 são privadas. O sistema público de educação superior do Colorado é a Universidade Estadual do Colorado, em Fort Collins, fundada em 1876. A Universidade do Colorado, criada em 1912, também é uma universidade pública, presente nas cidades de Boulder, Colorado Springs e Denver.

## Transportes e telecomunicações

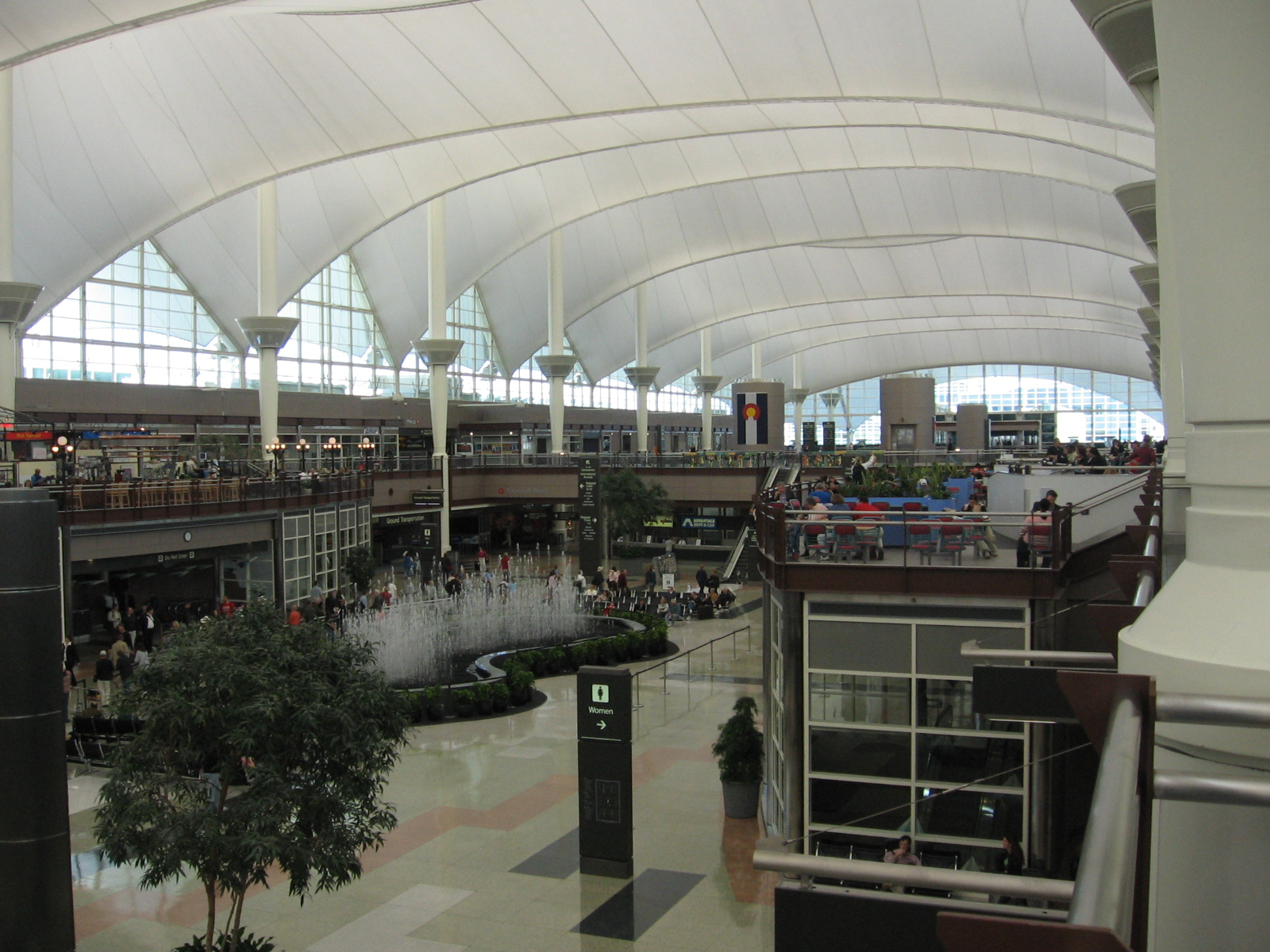
O Aeroporto Internacional de Denver é um dos aeroportos mais movimentados do mundo.

O Colorado é um dos principais pólos de transportes dos Estados Unidos. Denver é o maior centro de transportes do estado, sendo um dos pólos rodoviário e aeroportuário mais importantes do país.
Em 2002, o Colorado possuía 4 421 km de ferrovias. O principal produto transportado nas ferrovias do Colorado é carvão, respondendo por 77% de toda a carga transportada nas ferrovias localizadas no estado. Em 2003, o estado possuía 139 725 km de vias públicas, dos quais 1 539 km eram rodovias interestaduais, consideradas parte do sistema federal rodoviário dos Estados Unidos. O Aeroporto Internacional de Denver é um dos aeroportos mais movimentados do mundo.
O primeiro jornal do Colorado, o Rocky Mountain News, foi publicado pela primeira vez em 1859, em Denver. Atualmente, são publicados no estado cerca de 150 jornais, dos quais 28 são diários. São impressos no Colorado mais de 300 periódicos.
A primeira estação de rádio do Colorado foi fundada em 1921, em Greeley. A primeira estação de televisão do estado foi fundada em 1952, em Denver. Atualmente, o Colorado possui 151 estações de rádio — dos quais 59 são AM e 92 são FM — e 18 estações de televisão.

## Cultura
Uma frase famosa entre as décadas de 1870 e 1890, Go west, young man (Vá ao oeste, jovem homem), foi dita por Horace Greeley, em 1870. Greeley era um editor renomado, que acreditava no povoamento do oeste americano. Ele fundou uma colônia no Colorado, que posteriormente se desenvolveria na atual cidade de Greeley.

### Símbolos do estado
- Árvore: Picea pungens
- Cognomes:
  - Centennial State
  - Mountain State (não oficial)
- Dança: Quadrilha
- Flor: Aquilegia das Montanhas Rochosas
- Fóssil: Estegossauro
- Gema: Água-marinha
- Grama:	Bouteloua gracilis
- Lema: Nil sine numine (do latim: Nada sem providência)
- Mamífero: Bighorn
- Mineral: Rodocrosita
- Música: Where the columbines grow (Onde as aquilégias crescem)
- Pássaro: Calamospiza melanocorys
- Pedra: Mármore do Colorado
- Peixe: Oncorhynchus clarki

## Esportes

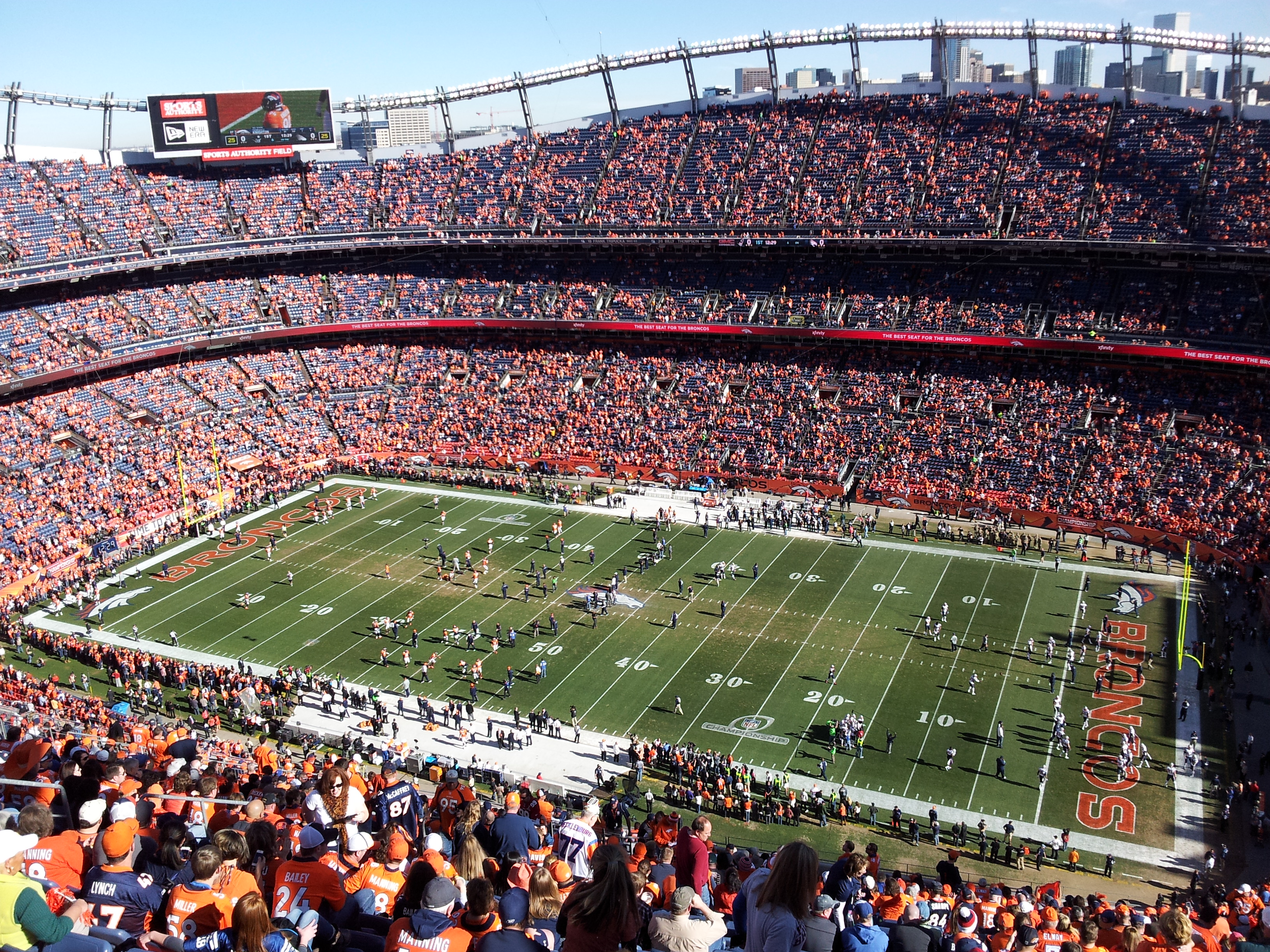
Empower Field at Mile High em Denver, casa do Denver Broncos.

O Colorado possui cinco times nas principais ligas esportivas profissionais, todas baseadas na região metropolitana de Denver. O Colorado é o estado menos populoso com uma franquia em cada uma das principais ligas de esportes profissionais.
No futebol americano o estado tem o Denver Broncos que joga na NFL, no beisebol o Colorado Rockies que joga na MLB, no basquetebol o Denver Nuggets na NBA, no hóquei no gelo o Colorado Avalanche na NHL, no futebol o Colorado Rapids na MLS.
No automobilismo a Subida Internacional de Pikes Peak é a mais prestigiada competição de subida de montanha do mundo, o circuito oval Pikes Peak International Raceway já sediou corridas da NASCAR e da IndyCar Series.
O golfe, o Cherry Hills Country Club já sediou vários torneios de profissionais, incluindo o Aberto dos Estados Unidos de Golfe, Aberto dos Estados Unidos de Golfe Sênior, PGA Championship e o BMW Championship.